# Emilie Kuhn
Emilie Albertina Maria Kuhn, född 17 augusti 1860 i Norrköping, Östergötlands län, död 30 augusti 1919 i Hedvig Eleonora församling, Stockholms stad, var en svensk balettdansare.

## Biografi
Emilie Kuhn var elev vid kungliga teaterns balett 1870, blev figurant 1876 och sekundärdansös från 1880.  Hon uppträdde även i Oslo 1879-80. 
Bland hennes roller nämns »En dröm», i »La ventana», i »Coppelia», i »Melusiua», i »Blomsterbalett», i »Aufforderung zum Tanz», i »Muntra fruarna» och i »Trubaduren».
Emilie Kuhn är begravd på Norra begravningsplatsen utanför Stockholm.